# Altenhof (Windeck)
Altenhof war ein Ortsteil der Gemeinde Windeck im Rhein-Sieg-Kreis. Es bildet heute einen Teil von Hurst.

## Lage
Altenhof liegt auf den Hängen des Bergischen Landes. Nachbarort im Osten ist Halscheid, ehemaliger Nachbarort im Südwesten Hurst und im Westen Loch.

## Geschichte
Altenhof gehörte zum Kirchspiel Rosbach und zeitweise zur Bürgermeisterei Dattenfeld.
Die Ansiedlung ist jung (nach 1845). 1888 gab es elf Bewohner in zwei Häusern.
1962 wohnten hier 27 Einwohner und 1976 69.